# Dictyophorus karschi
Dictyophorus karschi är en insektsart som först beskrevs av Bolívar, I. 1904.  Dictyophorus karschi ingår i släktet Dictyophorus och familjen Pyrgomorphidae. Inga underarter finns listade i Catalogue of Life.